# Lorna Doom
Lorna Doom, seudónimo de Teresa Ryan (Texas, 4 de enero de 1958-California, 16 de enero de 2019) fue una bajista estadounidense punk rock, más conocida como integrante de la agrupación punk, Germs.
Doom era amiga de Darby Crash y Pat Smear, fundadores de la banda y se unió a ellos, a pesar de no tener una habilidad para tocar el bajo, lo hizo respondiendo a un aviso en donde buscaban "a dos chicas sin talento"; junto con su amiga Belinda Carlisle, futura fundadora de The Go-Go's. La banda en principio estuvo conformada por Crash (voz), Smear (guitarra), Doom (bajo) y Carlisle (batería), siendo esta última reemplazada por Don Bolles.
Integró esta banda entre 1976 a 1980, y editaron un solo material de estudio, titulado (GI), y tras la muerte de su vocalista, Darby Crash por suicidio en 1980, Lorna se mudó a Nueva York hasta comienzos de 1990. 
En 2007, se estrenó el filme  "What We Do Is Secret", donde retrataban la historia de la banda. El papel de Doom, fue interpretada por Bijou Phillips. 
Doom falleció el 16 de enero de 2019 a los 61 años, producto de un cáncer.